# Политковский, Владимир Гаврилович
Владимир Гаврилович Политковский (1807—1867) — русский генерал, председатель правления Русско-американской компании.

## Биография

### Семья
Сын сенатора Гавриила Герасимовича; родился 14 апреля 1807 года (в свидетельстве, выданном Санкт-Петербургской Духовной консисторией, записано, что в метрической книге Владимирской церкви 1807 года под № 106 значится, что сын статского советника Гаврилы Герасимовича Политковского — Владимир, родился 12, а крещён 20 апреля 1807 года).
Его братья:
- Александр Гаврилович — тайный советник, главный фигурант знаменитого дела о растрате казённого инвалидного капитала,
- Всеволод Гаврилович — тайный советник,
- Вячеслав Гаврилович — один из крупнейших помещиков России,
- Ростислав Гаврилович — действительный статский советник, участник русско-турецкой войны 1828—1829 гг.

### Ранние годы
Получив первоначальное домашнее воспитание, он был определён 30 октября 1820 года в кондукторскую роту Главного инженерного училища, откуда, кончив курс, выпущен 17 апреля 1824 года в полевые инженер-прапорщики.

### Военная карьера
5 декабря 1824 года он был прикомандирован к 7-му пионерному батальону, но по неспособности к полевой службе через месяц переведён в гарнизонные инженеры. 6 сентября 1825 г. он был переведён обратно в 7-й пионерный батальон, в рядах которого участвовал в войне с Турцией 1828 года: 25 апреля принимал участие при постройке моста и наводке понтонов на p. Прут у с. Водалуй-Исакчи; с 6 мая по 3 июня руководил саперами в осадных работах против Браилова, а 3 июня участвовал в штурме этой крепости; за отличие при штурме ему объявлено именное Высочайшее благоволение и он произведён в подпоручики; за сражение при Шумле 14 августа Политковский был награждён орденом св. Анны 4-й степени с надписью «За храбрость», а через месяц был отправлен в Россию по болезни. В конце года Политковский командирован был в Штаб генерал-инспектора по инженерной части, где был назначен старшим адъютантом с производством 17 марта 1830 г. в поручики. Уже в начале своего нового служебного положения он был награждён 30 декабря 1829 г. бриллиантовым перстнем.
В 1831 г. вспыхнуло польское восстание, и Политковский назначен был состоять при штабе Гвардейского корпуса, которым начальствовал великий князь Михаил Павлович, бывший в то же время генерал-инспектором по инженерной части. Вместе с гвардией Политковский участвовал в боях с мятежниками: 4 мая был в авангарде при стычке у д. Якац; 9 мая участвовал в сражении при Жёлтках, за отличие в котором был произведён 25 июня в штабс-капитаны; затем был при штурме Варшавы (25 и 26 августа). За участие в кампании он получил польский знак отличия за военные достоинства Virtuti Militari 4-й степени, медаль за штурм Варшавы и был переведён в лейб-гвардии Сапёрный батальон, с оставлением в Штабе генерал-инспектора инженеров. Продолжая службу при великом князе, Политковский быстро двигался в чинах: уже 26 июля 1838 г. произведён был в полковники и назначен дежурным штаб-офицером генерал-инспектора по инженерной части; в этом же году он был 31 января награждён орденом св. Владимира 4-й степени.
Во время войны с Венгрией Политковскому поручено было приведение в военное положение действующих и сформирование запасных батальонов, за что 6 декабря 1849 г. он был произведён в генерал-майоры по Инженерному корпусу и назначен исправляющим должность начальника Штаба инспектора по инженерной части. Вступив в новую должность, Политковский начал неутомимо руководить обучением саперных войск практическим работам и 30 марта 1852 г. награждён орденом св. Станислава 1-й степени за примерное усердие и полезные труды. В 1850 г. генерал Политковский был избран в председатели Главного правления «Русско-Американской компании» и в этой должности оставался до своей смерти, а 4 марта 1853 г. назначен членом совета Императорской военной академии.
Между тем, надвигалась Восточная война; в ожидании столкновения с Англией и Францией, император Николай I деятельно готовился к защите. Для приведения Кронштадта в оборонительное положение выбор Государя пал на генерала Политковского, 27 февраля он был назначен начальником штаба Кронштадтского военного губернатора и членом «Комитета о защите берегов Балтийского моря»; здесь он сразу принял деятельное участие в работах по укреплению крепости и уже 11 апреля, за отличное исполнение возложенного на него поручения, награждён орденом св. Анны 1-й степени, а 28 апреля почти все работы по укреплению крепости были закончены и Политковскому объявлены именные Высочайшие благоволения: за «приведение Кронштадта в оборонительное состояние»; 1 мая — «за приведение крепостей в оборонительное положение; за вооружение оных; также за снаряжение войск по военному времени, передвижение их, сформирование для них резервов и снабжение их всеми потребностями». 14 июня в виду Кронштадта появился англо-французский флот, но английский адмирал Нейпир не отважился приблизиться к крепости и отошёл к Красной Горке, а 20 июня неприятельская эскадра отошла от Кронштадта. Государь был очень доволен деятельностью Политковского; этому свидетельство целый ряд Высочайших благоволений на его имя 1854 г.: за «работы по устройству батарей на устьях Невы»; особенное монаршее благоволение «за особую попечительность и сбережение войск кронштадтского гарнизона»; монаршая благодарность за полезные труды по званию члена Комитета о защите берегов Балтийского моря. Со вступлением на престол императора Александра II он несколько раз в месяц посещал Кронштадт и в каждое посещение выражал Политковскому благодарность за производство работ, отличное устройство войск и порядок в Кронштадте. Между тем, военные действия продолжались; Англия, недовольная экспедицией в 1854 г. в Балтийское море, снарядила в 1855 г. эскадру под начальством адмирала Р. Дандаса. Соединённый англо-французский флот показался перед Кронштадтом в середине мая 1855 г. и в конце июня отошёл от Кронштадта. Политковский 9 декабря окончил поручение, как член Комитета защиты Балтийского моря, и за успешное окончание — ему была 18 января 1856 г. объявлена Высочайшая благодарность.
До сих пор служебная деятельность Политковского почти исключительно вращалась в кругу инженерного дела. С этого же года он последовательно назначался: состоять одним из инспекторов военно-учебных заведений с оставлением членом Императорской военной академии (25 января); председателем особой комиссии, учрежденной при Главном штабе Его Императорского Величества по военно-учебным заведениям для пересмотра Свода военных постановлений, относящихся до дворянских военно-учебных заведений (6 апреля 1858 г.), совещательным членом в Центральный статистический комитет Министерства внутренних дел (28 мая), членом Военно-кодификационной комиссии (24 октября 1859 г.) и комитета генерала Сухозанета по выработке «Положения об охранении воинской дисциплины» — первого российского дисциплинарного устава (1862). 30 августа 1860 г. за отличие по службе Политковский был произведён в генерал-лейтенанты и назначен членом Комитета для рассмотрения проекта положений об охранении воинской дисциплины, и 24 июля 1862 г. «за усердное содействие, оказанное в этом полезном труде» объявлена ему особенная монаршая благодарность, а 17 апреля 1863 г. он награждён орденом Белого Орла.
Действительный член Русского географического общества с 19 сентября (1 октября) 1845 года.

### Карьера в РАК
Рядом со славной военной службой Политковский оказал государству услуги на другом поприще. В 1844 г. Политковский общим собранием акционеров «Русско-американской компании» был избран 19 декабря в члены Главного правления её и с этих пор до самой смерти имя его тесно связано с судьбой Компании; за беспорочную выслугу 26 ноября 1848 г. он был награждён орденом св. Георгия 4-й степени (№ 7956 по списку Григоровича — Степанова).  Под сильным влиянием Политковского, компания приняла предложение государя исследовать Амурский край, снарядила экспедицию и не прекращала исследований и торговых сношений с туземцами до передачи Амурского края правительству. Выбранный через 4 года в председатели Правления, Политковский начал лично руководить действиями Общества и сумел так хорошо направлять дела его, что при передаче американских колоний России в 1867 году Соединенным Штатам  дела Компании были в цветущем состоянии и продажа эта была произведена с выгодой для России. Заслуги Политковского приобретают ещё более цены, если принять во внимание, что с основания Русско-американской компании ей никогда не приходилось претерпевать более жестоких испытаний, как во время пятнадцатилетнего председательства Политковского. Первый кризис в её делах вызвала Восточная война; она не только уничтожила многие предприятия Компании (колонизацию Сахалина, русское китобойство), но заставляла опасаться неизбежной уступки наших Американских владений на Парижской конференции, так как противостоять вторжению неприятельского флота в Русскую Америку могли лишь несколько крейсеров, бывших в Тихом океане. Политковский устранил эту опасность: по собственной инициативе он заключил договор с английской Компанией Гудзонова Залива, гарантировавший неприкосновенность американских владений России против всех случайностей войны; это было единственным средством спасти Компанию (в то время как все акции пали, акции Компании поднялись до 300 p.). Своей энергией Политковский достиг того, что торговля Компании развивалась и после войны. Сношения начались с Сандвичевыми островами, Калифорнией и Японией. В 1859 году он был награждён по Высочайшему повелению пожизненной пенсией в 2000 р. в год «за личное живейшее и полезное участие, в качестве Председателя Российско-Американской Компании, в деле возвращения России Приамурского края и за направление действий Компании в видах правительства». Второй кризис, перенесённый Компанией, произошёл от разрешения всем судам ввозить чай из Китая в Россию; этим отменялась привилегия Компании; Политковский добился уменьшения таможенной платы за ввозимый Компанией чай (первый раз на 200000 p., потом ещё 100000 p.). Последнюю огромную услугу Политковский оказал обществу в шестидесятых годах: заботам и стараниям его надо приписать то, что правительство дало Российско-Американской Компании привилегии ещё на 20 лет вперед в 1866 г.
В это время Политковский был уж не у дел: постоянные заботы и тяжелые огорчения из-за дел Компании сильно расшатали его нервную систему. Посвятив большую часть своей жизни служению Компании, отдав ей своё время, знание и труд, ей же он принес в жертву свою жизнь; 25 ноября 1867 г., он умер в Санкт-Петербурге и был похоронен в Фёдоровской церкви Александро-Невской Лавры рядом с могилой своего друга графа Я. И. Ростовцева.